# Bionicle

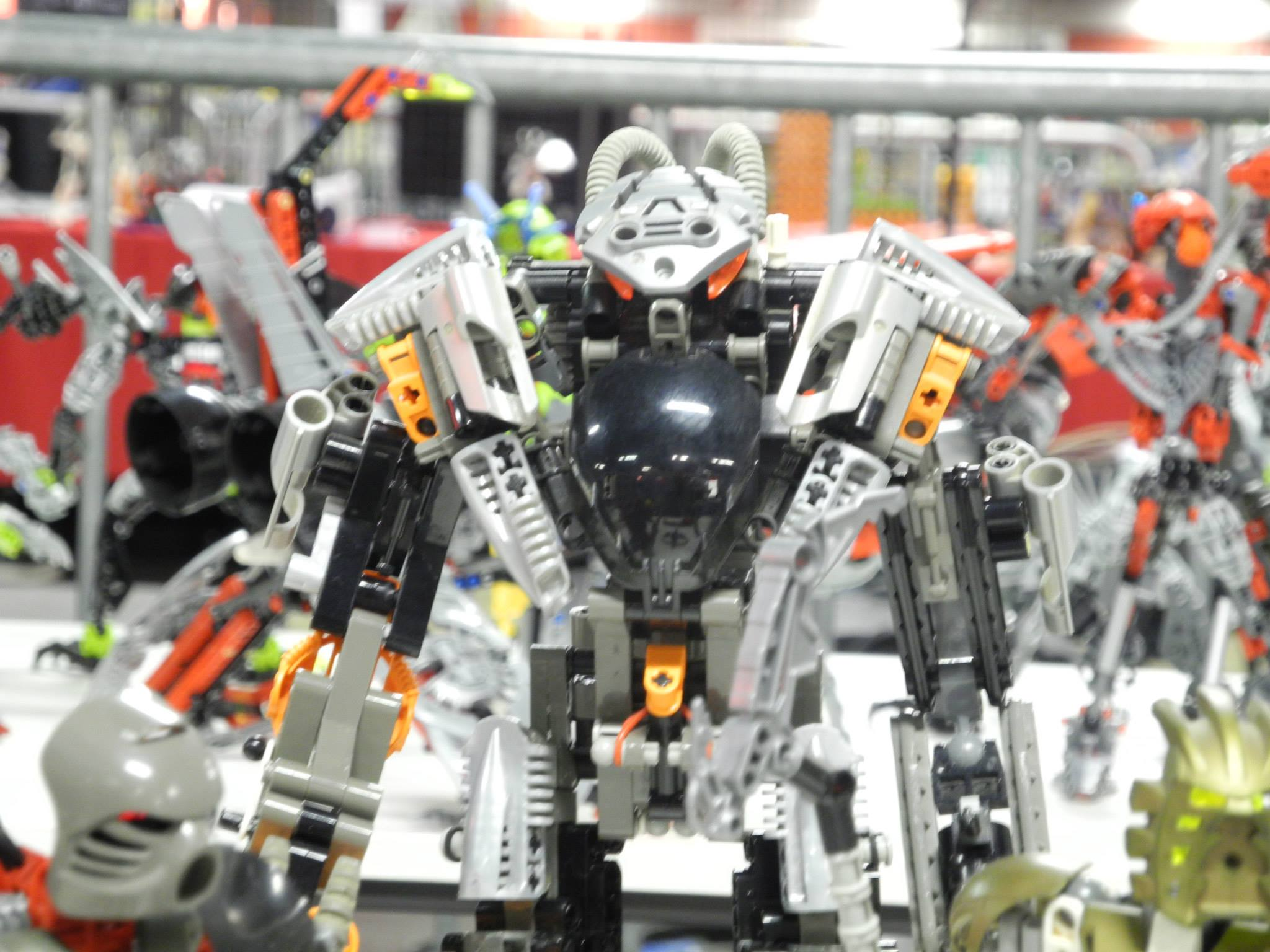
Un juguete Bionicle lanzado en 2002, en una convención de fanes.

BIONICLE es una serie de juguetes fabricados por Lego Group que está dirigida a una franja de edad comprendida entre los 6 y los 16 años de edad. La serie fue lanzada en el año 2001 y finalizada en el año 2010 dando paso a las nuevas líneas Ben 10, Toy Story y Hero Factory, aunque ninguna tuvo tanto éxito como Bionicle. El 19 de septiembre de 2014, durante la New York Comic Con, se anunció su relanzamiento para el año 2015 con expectativas de venta hasta 2017 aunque cancelado en agosto de 2016 tras el lanzamiento de los últimos capítulos de la serie Journey To One.

## Franquicia
Después de 10 años de descenso en la popularidad de la compañía, Lego Group decidió arriesgarse con la idea de la "narrativa" y comenzó a trabajar en una nueva temática.
Su primer intento fue una línea basada en la saga de películas Star Wars, siendo éxito inmediato, pero siendo esta marca propiedad de Lucasfilm, las ganancias eran limitadas.
Los primeros acercamientos a Bionicle fueron las líneas Slizer/Throwbots y RoboRiders, lanzadas el 1999 y el 2000 respectivamente, las que funcionaron como prueba de popularidad. Lego incorporó elementos de la línea Technic cómo las innovadoras piezas "Bola-y-Soquete". 
Aunque ambas líneas duraron un tiempo limitado, probaron ser populares, motivando a Lego a crear una nueva temática con una trama original y con expectativas de duración en el mercado de por lo menos 20 años.
"Bionicle" es un acrónimo construido a partir de la palabra "crónica biológica" (biological chronicle).
Los juguetes son personajes ficticios articulados que comparten algunas piezas con la línea LEGO Technic (incluso durante 2001 la línea BIONICLE era presentada como parte de la línea Technic). Los personajes de la serie de juguetes están basados en los elementos clásicos y en la mitología polinésica. La mayoría de los personajes –los principales héroes Toa, ancianos y sabios Turaga, y población Matoran– coinciden con uno de seis elementos, comúnmente identificados por cierto color o prefijo (aunque últimamente LEGO ha introducido excepciones a esta regla):
- Los personajes rojos se identifican con el fuego
- Los personajes azules se identifican con el agua
- Los personajes verdes se identifican con el aire y vida vegetal
- Los personajes negros se identifican con la tierra y últimamente a los Skrall de Bara Magna.
- Los personajes marrones amarillos y/o anaranjados, se identifican con la roca (o arena en 2009)
- Los personajes blancos se identifican con el hielo
- Los personajes combinados se unen para ser igual o más fuertes que sus enemigos
- los personajes malos son casi siempre colores oscuros o negro(color de las sombras)

A diferencia de anteriores Sets como la línea LEGO Star Wars, basados en la franquicia de Lucasfilm, la línea de BIONICLE fue el primer proyecto de LEGO con una historia original, cuya creación se le reconoce oficialmente a Bob Thompson y Martin Andersen de LEGO (aunque Thompson se ha ido para formar su propia compañía, Good Store Productions), al escritor independiente Alastair Swinnerton de Reino Unido, y a Christian Faber, de la compañía de anuncios danesa Advance. BIONICLE fue también la primera línea en la historia de la compañía programada para durar dos o tres años. De hecho, uno de los planes originales incluía siete arcos argumentales mayores de varios años cada uno (desde entonces LEGO ha decidido no limitarse a siete, si la franquicia BIONICLE durara hasta entonces). Fue también el primer producto LEGO en tener su propia película: BIONICLE: La Máscara de la Luz; desde entonces ha habido tres protosecuelas: BIONICLE 2: Leyendas de Metru Nui,BIONICLE 3: la red de las sombras y BIONICLE 4: La leyenda renace.
La historia de BIONICLE es contada mayoritariamente a través de la serie de libros y comics, que son principalmente escritos por Greg Farshtey. Y publicados en España por una editorial, Nowtilus.

## Historia
La historia de Bionicle nos habla de la historia de Mata Nui (abordada desde seres que habitan dentro de este, el universo Matoran) y su misión para reparar Spherus Magna, que abarca con una cronología irregular desde los eventos de la Guerra del núcleo, la separación de Spherus Magna (lugar de origen de Mata Nui) en Bara Magna y sus dos lunas (Aqua Magna y Bota Magna), hasta la reunión de estas y la derrota de Makuta Teridax (principal villano de la saga).
esto pasa cuando las líneas de visión son extremadamente

## Razas

### Los Toa
Los Toa son los héroes destinados de Mata Nui y los protagonistas principales de la franquicia. Todos ellos poseen máscaras de poder llamadas Kanohi, con las que pueden controlar sus elementos naturales, y armas(en su mayoría espadas o sables) o herramientas para canalizar esos elementos. Tienen un código de honor que les prohíbe matar a sus enemigos, a excepción de que se requiera, a pesar de lo que estos últimos hayan hecho, causa de que su especie esté casi extinta, algunas excepciones a este código son Toa Lesovikk que no se siente digno de ser llamado Toa, Toa Helryx quien en su rol como líder de la orden de Mata Nui no puede tomarse el lujo de no matar a sus enemigos si estos la alejan del bien común, Toa R. Lih Nit que se volvió un conocido asesino a sueldo y Toa Tuyet quien en su afan de aumentar su poder y encubrir la Piedra Nui mató a varios matoran.

### Los Matoran
La raza más extensa y más influyente del universo de Bionicle, los Matoran no son la gente más fuerte pero lucharan hasta el último por sus hogares y vidas. Los Matoran, si son elegidos, pueden transformarse en Toa. Aun cuando tienen una pequeña parte de poder elemental, ellos no pueden usarlo, por lo que dependen de sus talentos y de herramientas que tenga a la mano.

### Rahi
Los rahi son serpientes mutadas que salen en la 1.ª película, hay de tipo hielo, agua, tierra, aire y tipo fuego
Es la vida silvestre a través de Mata Nui, Metru Nui, y de hecho en todo el mundo a lo largo del universo BIONICLE, es rica y diversa. Algunas criaturas Rahi son leves y fácilmente domesticables, tales como los Hydruka, mientras que otros son feroces y salvajes. Unos pocos son inteligentes.
A veces, muchos Rahi han sido asumidos por Makuta infectando sus máscaras Kanohi y obligados a luchar contra Matoran y Toa, así como en otros combates de alta relevancia, como la pelea contra la Liga de los Seis Reinos.

### Makuta
Seres creados por Mata Nui para crear los Rahi que ayudarían a los Habitantes del Universo Matoran, originalmente eran Biomecánicos (como casi todas las especies del Universo Matoran), pero fueron desarrollando una forma llamada Antidermis, la cual es una esencia que puede controlar sus armaduras y así mismo otros cuerpos robóticos (como Exo-Toa). Esta raza se convierte en los villanos (en especial Makuta Teridax) de la historia, que en pos de dominar al universo, traicionaron a Mata Nui y a sus súbditos.
Esta raza actualmente esta casi extinta, ya que desde la traición de Teridax hacia sus hermanos en Karda Nui (ver historia 2008) solo dos Makuta nativos del Universo Matoran quedaron vivos, actualmente se presume que Teridax ha muerto (lo que se considera el fin de la historia), dejando a Miserix (el líder original de los Makuta) como el último miembro de la especie.

### Los Cazadores Oscuros
Los Cazadores Oscuros son una organización de mercenarios. Los Cazadores son los villanos secundarios de BIONICLE y son enemigos de la Hermandad de Makuta por la pérdida de 2 de sus integrantes, y son una amenaza significativa para los Toa. Pertenecen a varias razas distintas, entre la que encontramos a los Skakdi, actualmente cuentan con el virus devorador de protoacero.

### Orden de Mata Nui
Una sociedad secreta dedicada a servir y cumplir la voluntad del Gran Espíritu. Se mantienen en misiones secretas que solo sus altos mandos (en especial Toa Helryx, la líder) conocen, actualmente se encuentran en una crisis debido a la destrucción de su base y a la muerte de varios de sus miembros a manos de Makuta Teridax

### Glatorian
Los Glatorian, o Glatorianos según la traducción de The Legend Reborn, son los seres que habitan Bara Magna, un gran desierto. Estos reciben a Mata Nui.
Están organizados en aldeas, con diferentes elementos: agua, fuego, viento...
Tienen un lugar especial llamado Arena Magna, en donde los Glatorians Gladiadores hacen lucha.
En la arena está prohibido matar.
Aunque estos no tienen por sí solos poderes elementales (algunos los reciben gracias a Mata Nui y la Máscara de la Vida) como los Toa, ellos son excelentes luchadores y han adquirido talentos que les han permitido sobrevivir en su devastado planeta.

### Agori
Son el equivalente Baramagniano de los Matoran, aunque estos últimos están basados en si en los Agori, también tienen múltiples elementos, pero no comparten la capacidad de posiblemente transformarse en un ser más grande y poderoso como lo es un Toa en el caso de los Matoran, son bastante resistentes a las condiciones de vida del desierto y aunque vivieron separados y en guerra hace milenios y siguieron separados hasta tiempos recientes, Mata Nui logró reunirlos y convertirlos en una sola aldea unificada.

## Personajes (Generación 1)

### Personajes principales
- Tahu: Es el personaje principal de BIONICLE. Tahu es un Toa de Fuego que fue creado en la isla de Artakha hace mucho tiempo. Fue invocado por el Matoran llamado Takua (luego Takanuva) junto con los otros 5 Toa Mata. Luego de vencer a Makuta y derrotar a los Bohrok, él y los otros Toa se transformaron en los Toa Nuva. Al final fue convertido en un Toa Mata de nuevo por la Máscara de la Vida.

- Takanuva: Anteriormente Takua, fue el primer Matoran en existir, y por lo tanto, el primer Av-Matoran (o Matoran de Luz). Su mejor amigo es Jala (luego conocido como Jaller) y su mascota fue Puku (luego conocida como Pewku), una cangreja Ussal. Luego de que Jaller se sacrificó, Takua se puso la Máscara de la Luz y se transformó en Takanuva, el único Toa de Luz.

- Jaller: Anteriormente conocido como Jala, fue un Ta-Matoran (o Matoran de Fuego). Fue uno de los Matoran de Metru Nui, pero cuando llegó a la isla de Mata Nui y los Toa Metru se hicieron Turaga (los líderes de los Matoran), notaron que la máscara de Jala se había roto. Entonces Vakama la reemplazó con la máscara del fallecido Turaga Lhikan. Miles de años después, Jala, ahora conocido como Jaller, va en aventura con su amigo Takua. Van y exploran todos los lugares de la isla, hasta que el Rahkshi Turahk intenta matar a Takua pero Jaller se sacrifica y muere en lugar de Takua. Al ver esto, Takua se pone la Máscara de la Luz y se transforma en Takanuva. Jaller es revivido poco después. Más tarde, todos regresaron a Metru Nui, pero Jaller y otros 5 Matoran tuvieron que ir a Voya Nui, en su camino, les cayó un rayo y se transformaron en los Toa Inika, y luego, los Toa Mahri.

- Matoro: Como Ko-Matoran (o Matoran de Hielo), fue el intérprete de Nuju. Él fue uno de los 6 Matoran alcanzados por un rayo y se transformaron, siendo así los Toa Inika. Toa Matoro fue elegido como el nuevo Guardián de la Máscara de la Vida. Esto fue aún más considerable cuando se convirtió en Toa Mahri, donde hasta la tuvo en posesión. Sin embargo, poco después de que Mata Nui, el Gran Espíritu murió, Toa Matoro se puso la Máscara de la Vida y teletransportó a los Toa Mahri a Metru Nui, pero después también descubrió que tuvo que dar su vida a Mata Nui, así que sacrificó su vida. A pesar de que Matoro nunca se sintió como un héroe, todos lo llaman héroe por salvar al universo.

- Hewkii: Anteriormente conocido como Huki, fue un Po-Matoran (o Matoran de Piedra). Él también fue un famoso atleta como Matoran, y luego se transformó en Toa Inika al ser golpeado por un rayo junto con otros 6 Matoran, y luego él y su grupo serían después los Toa Mahri.

- Pohatu: Compañero de Tahu, fue el Toa Mata de Piedra, y ahora, Toa Nuva. En Karda Nui, Pohatu fue el conductor del Rockoh T3.

- Lewa: Compañero de Tahu, fue el Toa Mata de Aire, y ahora, Toa Nuva. En Karda Nui, Lewa fue el conductor del Axalara T9.

- Vakama: Es el narrador de todas las historias de BIONICLE hasta 2009. Es uno de los 6 Turaga de Mata Nui, quienes luego volvieran a Metru Nui, su lugar de origen. Antes era un Ta-Matoran, y luego se transformó en un Toa junto con otros 6 Matoran, formando así los Toa Metru. Vakama y los Toa Metru salvaron Metru Nui del Gran Cataclismo y derrotaron a Makuta.

- Mata Nui: También conocido como el Gran Espíritu, fue creado hace más de 100 000 años y literalmente fue el Universo Matoran. Hace más de mil años, Makuta, su malvado hermano. Murió en 2007 durante los acontecimientos en Mahri Nui, hasta que Matoro dio su vida para Mata Nui, y lo revivió, pero seguía dormido. Más tarde, Toa Ignika, la manifestación de la máscara como un "Toa", se sacrificó también, y despertó a Mata Nui, pero Makuta (que ya descubrieron que se llamaba Teridax) lo sacó del universo y se hizo otro cuerpo para después pasar sus aventuras en Bara Magna, controlar al Robot Prototipo y eliminar a Teridax.

## Historia (orden no cronológico)

### 2001-2003: Bionicle Chronicles
Por mil años, desde que el Gran Espíritu Mata Nui fue puesto a dormir, la isla tropical de Mata Nui ha estado en las oscuras garras del malvado Makuta. Los Matoran que allí viven, bajo el liderazgo de los sabios Turaga, continúan defendiéndose contra los constantes ataques de Makuta. Un día, seis heroicos Toa llegaron desde la isla de Arthaka y desafiaron a Makuta, mas tendrían que tratar con sus diferencias personales, amenazas crecientes como Bohrok y Rahkshi, y la leyenda de un Séptimo Toa (el Toa de la Luz) antes de poder liberar la isla.
Película:
- Bionicle: La Máscara de la Luz.

Libros:
- 2001:Bionicle Chronicles ·1: Tale of the Toa
- 2002:Bionicle Chronicles ·2: Beware the Bohrok
- 2003:Bionicle Chronicles ·3: Makuta's revenge
- 2003:Bionicle Chronicles ·4: Tales of the Masks

### 2004-2005: BIONICLE Aventures
Luego de la derrota de Makuta, la ciudad pérdida de Metru Nui ha sido encontrada. Los Turaga comienzan a relatar a los Toa Nuva las historias de la caída de la ciudad, un tiempo donde ellos eran los Toa Metru: hablan del monstruo vegetal Morbuzakh que trató de dominar Metru Nui, del Gran Cataclismo cuando Mata Nui cayó en un sueño eterno, y del Gran Rescate cuando la ciudad en ruinas fue conquistada por los Visorak y los Matoran fueron evacuados del peligro.
Películas:
- Bionicle 2: Leyendas De Metru Nui.
- Bionicle 3: La Red De Las Sombras.

Libros:
- 2004:Bionicle Adventures ·1: Mistery of Metru Nui
- 2004:Bionicle Adventures ·2: Trial by fire
- 2004:Bionicle Adventures ·3: The Darkness Below
- 2004:Bionicle Adventures ·4: Legend of Metru Nui
- 2004:Bionicle Adventures ·5: Voyage of Fear
- 2004:Bionicle Adventures ·6: Maze of Shadows
- 2005:Bionicle Adventures ·7: Web of the Visorak
- 2005:Bionicle Adventures ·8: Challege of the Hordika
- 2005:Bionicle Adventures ·9: Web of Shadows
- 2005:Bionicle Adventures ·10: Time Trap

### 2006-2007: BIONICLE Legends
Cuando las leyendas de Metru Nui ya han sido narrados, se descubre que el Gran Espíritu Mata Nui no solo está dormido, sino muriendo. Solo la Máscara de la Vida, la Kanohi Ignika puede salvarlo, pero un número de fuerzas oscuras quieren la máscara para sí mismos: un grupo de ladrones y asesinos que se llaman a sí mismos Piraka tratan de reclamar la máscara para su beneficio propio, y luego de una ardua búsqueda, por accidente ésta ha caído en manos de los señores de la guerra Barraki.
Los Toa Nuva trataron de obtener la máscara para salvar a Mata Nui, mas fueron vencidos y reconocieron que es el destino de los nuevos héroes, los Toa Inika, el salvar a Mata Nui antes de que ellos puedan hacer su trabajo y despertarlo. Los Piraka fueron derrotados pero los Toa Inika fallaron, aunque vencieron a Vezon y a Fennrakk (su araña gigante) la máscara cayó al mar profundo, pero les queda una segunda oportunidad, transformados por las energías de la máscara, los Toa Mahri deben vencer a los Barraki y recuperar la máscara que perdieron en el primer intento.
Pero las cosas se tornan más difíciles cuando Hydraxon, el carcelero del abismo, intenta destruir la máscara. Los Toa Mahri rompieron la conexión entre Voya Nui y Mahri Nui, con los matoran a salvo. En el último momento de esta épica y gran titánica batalla Jaller la encuentra y se la da a matoro, pero la máscara se volvió plateada cuando el gran espíritu Mata Nui murió, los Barraki llegaron a atacar a los toa, Jaller se prepara para hacer un nova blast, por suerte Matoro utiliza la Ignika y revive al gran espíritu de Mata Nui convirtiéndose en parte de la energía de la máscara y lleva a los Toa Mahri a Metru Nui, a salvo de la amenaza Barraki.
Libros:
- 2006: Bionicle Legends ·1: Island of Doom
- 2006: Bionicle Legends ·2: Dark Destiny
- 2006: Bionicle Legends ·3: Power Play
- 2006: Bionicle Legends ·4: Legacy Of Evil
- 2006: Bionicle Legends ·5: Inferno
- 2007: Bionicle Legends ·6: City of the Lost
- 2007: Bionicle Legends ·7: Prisoners of the Pit
- 2007: Bionicle Legends ·8: Downfall

A partir dle 2007, se contó con otras fuentes aparte de los libros como los son los seriales en línea, los cuales en algunos momentos podían entrelazarse formando parte de una trama alterna que daba importancia a otros personajes de la saga e incluía personajes que no podían ser incluidos en la historia principal desde los libros (o que no estaban muy enlazados con los acontecimientos actuales y abordarlos haría olvidar la saga principal).
Seriales:
Into The Darkness (Podcast que nos relata en viz del mismo Gregf lo que sucede con Toa Mahri Matoro al lado de Makuta Teridax)
Gali Nuva Blog (Toa Nuva Blog, relata las aventuras actuales de los Toa nuva después de su rescate en Voya Nui)
Dreams of Destruction (Historia de Toa Lesovikk y el Matoran Sarda)

### Bionicle 2008: Epílogo y Fin de la historia en el Universo Matoran
Ahora los Toa Nuva recorren todo el universo Bionicle y llegan al centro del universo: Karda Nui, el mundo que alimenta al mundo. Takanuva que fue a ayudarlos fue transportado a una dimensión paralela, llamada la dimensión del viaje de takanuva, luego a la dimensión del reino y finalmente a la dimensión del imperio toa. Los Toa Nuva recibieron armaduras y armas adaptivas. En Karda Nui se separaron en dos grupos. Kopaka, Lewa y Pohatu viajan a las aldeas de Estalactitas de Karda Nui, con el apoyo de toa Ignika (que es la Kanohi Ignika la cual se hizo un cuerpo) y los Matoran: Tanma, Photok y Solek (sobrevivientes del ataque de las Shadow Leech)los cuales puden ser conectados con los Toa respectivamente y se enfrentan a los Makuta Phantoka (Antroz, Vamprah, Chirox, Mutran e Icarax) que son apoyados por los Matoran: Radiak, Gavla, Kirop y Vican (víctimas de las Shadow Leech). Tahu, Gali y Onua viajaran al pantano de los secretos y con la inesperada aparición de Takanuva (actualmente con su luz parcialmente drenada) se enfrentan a los Makuta Mistika (Krika, Bitil y Gorast) siendo ayudados y atacados por potentes vehículos (Axalara T9, Jetrax T6, Rockoh T3)(conductores:Lewa, Antroz y Pohatu respectivamente).
El gran espíritu es despertado, sin embargo con la mente de Makuta dentro de él, convirtiéndose en el nuevo líder del universo, Makuta, esto era lo que Makuta Krika le estaba revelando a Gali, "un futuro horrible, ni siquiera alguno que hayas soñado", Makuta Teridax arroja al gran espíritu dentro de la máscara de la vida hacia el espacio, pero Makuta no logra controlar al 100 % el cuerpo del Gran Espíritu ya que no está adaptado, Los Toa y demás héroes y personajes que se oponen a Teridax generan alianzas con el fin de derrocar al Makuta de su actual condición mientras sobreviven a sus hordas de Rahkshi y Exo-Toa.
Libros:
- 2008: Bionicle Legends ·9: Shadows in the Sky
- 2008: Bionicle Legends ·10: Swamp of Secrets
- 2008: Bionicle Legends ·11: The Final Battle

### 2009: Bara Magna
Bara Magna es un planeta desierto, producido por un desastre ocurrido por la Protodermis energizada que una vez (hace 100 mil años) fue Spherus Magna, durante este periodo de tiempo, han pasado cosas desde la formación de 5 tribus inteligentes y la desaparición de la tribu de arena (para convertirse en una raza de salvajes), así mismo, la desaparición de aldeas que probablemente sus habitantes hallan muerto a causa de la fragmentación, aunque existe la teoría que algunos vivieron y residen fuera de Bara Magna, también los ataques constantes de los Bone Hunters a las aldeas para obtener los escasos recursos de estas y sus transportes mercantes, la creación de un sistema de convivencia basado en duelos para los que se usan a los Glatorian (héroes, antihéroes y luchadores de las aldeas para las que trabajan) y por supuesto más secretos sobre los grandes seres y los residuos de una gran guerra situada en el pasado.
La historia se basa en el acelerado avance que tendrá sobre la ciudad de atero (la ciudad libre y cumbre anual del gran torneo Glatorian) y el resto de las ciudades de Bara Magna por parte de los Skrall, quienes aprovechan su superioridad para ganar terreno en el desierto y se alejan de las montañas Aguja Negra y de sus depredadores los baterra (a quienes los Skrall desean vencer con su avance en el desierto). Atero es atacada justo en el gran torneo, por lo que muchos glatorian y agori murieron a manos de los Skrall, Algunos de los Glatorian están dispuestos a tomar medidas contra los Skrall antes de que continúen su avance por Bara Magna.
Después de estos eventos, la vida en Bara Magna se vuelve más difícil, las sospechas de un traidor se vuelven evidentes, aunque nadie sabe la identidad de este, la llegada de Mata nui a Bara Magna brindó a los Glatorian cierta ventaja sobre el control de sus elementos, así mismo, se logró dispersar a los Skrall y los Cazadores de huesos, quienes ya se habían aliado gracias al Traidor.
Metus es encontrado Traidor, maldecido y convertido en una serpiente por la ignika, antes de la derrota definitiva al imperio Skrall, ahora Mata nui viaja con sus compañeros hacia el laberinto que representa la insignia de los escudos Skrall, mientras Ackar es nombrado líder de las aldeas unidas.
Película
- Bionicle: The Legend Reborn.

Libros:
- 2009: Bionicle: The Fall of Atero
- 2009: The Crossing (partes 1 a 5)
- 2009: Bionicle: The Legend Reborn (Novel)

### 2010: Bionicle Stars - La Saga De Mata Nui
Los sets son Tahu, en su versión Toa Mata; Takanuva, Gresh, Skrall, un Rahkshi de visión de calor y un Skakdi (la especie de los Piraka) cuyo nombre es Nektann, aunque en su contenedor no hay nombre, solo dice Piraka, al igual que el Rahkshi. Cada figura contiene una pieza especial dorada que se le añadirá a Tahu tornando su armadura dorada.
Después de los acontecimientos ocurridos en la película Bionicle: Renace La Leyenda; Mata Nui, con la ayuda del mapa Skrall y un Agori de la tribu jungla empezaron a cruzar el laberinto Skrall. Fue muy difícil, pero al final del laberinto encontraron un misterioso cubo e idéntico al Cubo Nuva; con el cual Mata Nui controlará el robot de Spherus Magna. Luego de convencer a Raanu, Mata Nui activó el cubo dentro del robot, y ahora, empieza a dar sus primeros pasos con el robot de Spherus Magna. Este robot es muy difícil de dominar, pero con la ayuda de la Máscara de la Vida, Mata Nui logra controlar de cierta forma el cuerpo del robot. Luego usa su poder de reserva para atraer a las dos lunas de Bara Magna (Aqua Magna y Bota Magna) y así formar nuevamente a Spherus Magna.
Mientras tanto, millones de kilómetros lejos de Spherus Magna, Makuta Teridax rige al Universo Matoran con el robot de ese mundo. Dentro del robot, todos los habitantes se encuentran ante la encrucijada de doblegarse ante Teridax o rebelarse contra el universo, cosa que solo los Héroes se permiten mientras que los Matoran son "esclabizados" parta mantener al gran robot "vivo", Teridax esta consiente de que Mata Nui aun puede ser una amenaza, así que ignorando algunas cosas que suceden en su interior, se prepara para aplastar a Mata Nui y cualquier alidaod que este pudiese conseguir de una vez por todas.
Antes de que Mata Nui completara su trabajo, Makuta Teridax apareció. Mata Nui quería convencerlo para trabajar juntos y así reconstruir Spherus Magna, pero su sed de poder supremo sobrepasa toda lógica. Makuta Teridax envía su ejército de Rahkshi y Piraka de su pie hacia Bara Magna, y empieza a luchar contra Mata Nui aprovechándose de la altura de su robot y del limitado poder de reserva de Mata Nui. Fue una lucha titánica hasta que finalmente Mata Nui pierde ante su hermano Makuta Teridax, dejándolo arrodillado en el suelo.
Pero Mata Nui siente que la Máscara de la Vida crea seis partes de una Armadura Dorada, así mismo la Máscara convierte a Tahu en un Toa Mata nuevamente, restándole el poder adquirido como Toa Nuva y dejando solo unas funciones de su armadura adaptable, ya que de esta forma era la única que podía usar la armadura Dorada y tener acceso a sus poderes, pero un ataque de Teridax hizo que partes de la armadura fuesen esparcidas por Bara Magna, obligando a Takanuva, Tahu y Gresh a buscarla, enfrnetando algunos Rahkshi y Skrall, incluso al mismísimo Nektann, uno de los Señores de la Guerra Skakdy.
Makuta Teridax se dispuso a pisotear a todos los habitantes de Bara Magna e incluso a su horda de Rahkshi y toda su fiel tropa. Pero Mata Nui intervino, alzando a Makuta mientras esta se preocupaba por sus rakshi que eran destruidos por Tahu haciendo uso de la ARmadura Dorada sobre si, y lo levanta justo cuando la luna de Bota Magna. lo cual le arranca literalmente la cabeza al robot de makuta, matanui lo lanza lejos y contempla los sistemas de makuta apagándose, su "luz".
Después de la derrota de Makuta Teridax, los Skakdy y los Skrall se rinden, mientras mata nui intenta revivir al planeta con las últimas fuerzas de la máscara de la vida a un mundo verde y azul, con esto mata nui cumple con su destino, el cuerpo gigante cae y mata nui es arrastrado a la máscara de la vida donde se quedara para siempre. Después tahu y los habitantes de spherus magna siguen su camino hacia el futuro en su nuevo planeta.
Según cartas del escritor de Bionicle (Greg), los sets terminaran el 2010, pero estos seguirán su historia, para dejar espacio a una nueva serial, Lego Hero Factory.
Libros:
- 2010: Journey´s End

### 2015-2016: Reboot (Sin continuidad con los años previos)
1000 años antes
La historia empieza con la leyenda de los Creadores de máscaras, Ekimu y Makuta (usuarios de las máscaras de la Creación y Control respectivamente), quienes forjaban las máscaras para los protectores y la población en general de Okoto, la nueva localización en esta historia, Makuta sintiendo celos del trabajo de Ekimu y el aprecio que tienen los habitantes de la isla hacia las máscaras de su hermano, provocaron que este forjara una máscara que violaba una ley sagrada, una máscara portadora del poder de todos los elementos que al usarla tomó control de él y empezó a causar un cataclismo, lo que obligó a Ekimu a enfrentar a su hermano y a quitar la máscara de su rostro con el martillo, causando una gran explosión que le costó la conciencia a ambos, así como la un gran cráter en al región de la piedra (desierto) de la isla y mucho daño alrededor de la isla y sus ciudades.
Los protectores, un grupo selecto de aldeanos encargados de cuidar sus respectivas regiones (jungla, agua, piedra, fuego, tierra y hielo) acudieron al lugar de la batalla para auxiliar a Ekimu, pero escucharon la profecía de los héroes, que indicaba los pasos a seguir en un lejano futuro cuando las fuerzas de Makuta regresaran a despertarlo.
Inicio de trama regular
La Isla de Okoto es asediada por las arañas calavera, criaturas que durante años han atacado las aldeas restantes, invadiéndolas y tomando el control de los aldeanos, volviéndolos sirvientes de la gran araña conocida como el Señor de las Arañas Calavera, ante lo que parece la época más oscura para los Okotanos, los Protectores de esta generación deciden seguir la profecía que les fue heredada con sus respectivos puestos, reuniéndose en el templo del tiempo en la región de la jungla y haciendo uso de la máscara del tiempo (una referencia recurrente a la Vahi de la generación anterior) convocan de seis planetas distantes a 6 héroes de otro tiempo, quienes lucharan por Okoto usando sus poderes elementales (Tahu: Maestro del Fuego, Kopaka: Maestro del Hielo, Gali: Maestra del Agua, Lewa: Maestro de la jungla, Onua: Maestro de la Tierra y Pohatu: el Maestro de la Piedra).
Los héroes llegan a Okoto, siendo interceptados por los Protectores y en algunos casos por más aldeanos, los Protectores descubren a los recién llegados faltos de cualquier recuerdo, así que dándose cuenta de la pericia con la que ellos combaten a pesar de no recordar nada y con el conocimiento que los mismos protectores sobre las herramientas de los Toa (usándose al mismo tiempo como el término de Maestros, logran hacer frente a las hordas de Arañas Calavera y a sus intentos de alejarlos del siguiente paso para cumplir la profecía de Ekimu: Encontrar las máscaras elementales.
Guiados por los protectores, quienes pusieron su vida en riesgo para que cada Toa alcanzara su respectiva máscara dorada, Los Toa logran alcanzar un punto de inflexión en su poder elemental, dando un mayor dominio de este y salvando justo en el último momento a sus respectivos protectores, también transmitiendo imágenes y haciéndoles escuchar la voz de eKuimu contando la profecía y mostrando el siguiente paso a seguir, reunirse en la ciudad de los creadores de máscaras.
Los Toa se reúnen ante el puente de acceso a la gran ciudad, tras un breve conflicto por el liderazgo del equipo, los Toa son enfrentados por el Señor de las arañas calavera, quien resulta ser demasiado para los desorganizados héroes, los Maestros deciden atacar como uno, con sus poderes elementales cargan contra la criatura, después atacando en turnos y derribándola del puente, logrando así liberar a los aldeanos poseídos de su control mental, los Toa acceden a la ciudad, escuchando la voz de Ekimu quien los felicita y les guía a encontrarle.
Al mismo tiempo que la derrota del Señor de las Arañas calavera ocurría, Vizuna el Protector de la Jungla decide salir a contarlo al resto de los protectores, quienes deciden ingresar a la ciudad de los Protectores de máscaras para Auxiliar a los Toa con las amenazas para las que no están preparadas.
Segunda parte del año, la Ciudad de los Creadores de máscaras
Los Toa son recibidos por una horda de guerreros esqueleto que obligan a ls Toa a luchar con todas sus fuerzas y provocando la caída del puente, su único medio de acceso y salida de la gran ciudad (y privando a los protectores que los seguían de acceder a la ciudad por este medio). Tras librarse de los Esqueletos, los Toa se dedican a buscar la tumba de Ekimu, mientras Lewa que ya se había separado cae en una trampa en el Coliseo de la Ciudad, donde el Skull Slicer (o esqueleto cortador) una criatura de cuatro brazos roba la máscara dorada de Lewa y con ella drena su poder elemental, Los Toa le derrotan recuperando la máscara y en el proceso destruyendo el coliseo enterrándolos vivos.
Los protectores por su parte, accedan por un puente creado por Harvali, una Aldeana y arqueóloga, amiga de Vizuna, aprendiendo en el camino que esta era prisionera de una serpiente gigantes que esta a su vez era víctima de una Araña Calavera que controlaba sus acciones, al liberar a la serpiente, El Protector de la tierra la convirtió en una montura temporal para él y sus compañeros, también que existían varias profecías en los túneles que visitaron, las cuales confirmaban el éxito de su empresa y dieron mayor confianza al equipo ante las adversidades que enfrentarían.
Ya atrapados, culpando a Onua (responsable de los dos derrumbes ocurridos hasta ahora en la gran ciudad de los creadores de máscaras), los Toa recuerdan su historia desde que llegaron a la isla y como las esperanzas de los Aldeanos se ven frenadas por este incidente, Toa Lewa siente una briza y los Toa descubren que hay una salida, Onua logra sacarlos de la situación situándolos en el cementerio de la ciudad.
Los Protectores se enteran de que el Señor de las Arañas Calavera sigue vivo solo que debilitado, así mismo siendo su única vía de acceso a la ciudad, logran pasarla con la serpiente, quien les ayuda a enterrar vivo al Señor de las Arañas Calavera.
Hasta ahora, siendo atacados por No Muertos, Toa Pohatu pierde su máscara ante un Escorpión Calavera, haciendo que Kopaka le proteja con su Campo de fuerza mientras los demás intentan en Vano detener a los dos especímenes de escorpión. Lewa los atrae para consigo estando en la arte de arriba de la Tumba de Ekimu, de donde hizo caer el emblema del Creador de máscaras sobre las criaturas, aplastándolas y recuperando la máscara de Pohatu.
Tras entrar a la tumba de Ekimu, la voz de Ekimu les guía, haciendo que unan sus poderes elementales para Reanimar al Creador de máscaras, quien les reprocha haber llegado tarde y les adelanta que ya han sido aventajados en encontrar la máscara de la Creación, su única esperanza de enfrentar a Makuta, por una criatura llamada el Aplasta Cráneos, el líder de las criaturas esqueleto, menciona que la máscara ha sido llevada a la forja donde podía ser destruida, por lo que los Toa acuden enterándose de que ya ha sido encendida. Tras una breve disputa entre Kopaka y Tahu, siendo ambos derribados por el Skull Basher, Onua lo enfrenta solo, perdiendo su máscara a manos del esqueleto guardián, Ekimu vuelve a reprenderlos, indicando que si siguen atacando de uno en uno, serán derrotados, atacando como uno con su poder elemental, los Cinco Toa en pie vencen al Bate Cráneos y Recuperan la Máscara de Onua, entrando en la Forja, donde el Aplasta Cráneos decide confrontarlos usando la máscara de la creación el mismo volviéndose mucho más poderoso, derrotando a los Toa que intentaban embestirlo todos juntos, Ekimu usando el tiempo que los debilitados Toa le consigue, reconstruye su viejo martillo y tal como hizo con Makuta, derriba la máscara del rostro del Aplasta Cráneos y la pone sobre sí mismo.
Los Protectores salen al cementerio, donde enfrentan a varios guerreros esqueletos, con ayuda de la serpiente logran escapar, así mismo, avanzar por las ruinas que dejaron los combates previos de los Toa hasta llegar a la Forga, donde encuentran a los Inconscientes Skull Basher, Skull Grinder, y los 6 Toa siendo atendidos por Ekimu, después de un breve "reencuentro" (Ekimu parece confundirlos con los protectores de su época), estos le ayudan con los Toa.
Los Toa despiertan, con sus máscras reconstruidas y enteros, Ekimu les felicita y con ayuda de los Protectores que habían encontrado otra entrada a la ciudad, encierran a Basher y al aplasta Cráneos, dejando por concluida la primera gran misión de los Toa y festejando con fuegos artificiales encendidos por Tahu y Narmoto, el protector del Fuego.
La señal cumplió uno de los objetivos de Ekimu, anunciar a los Aldeanos que la Ciudad de los Creadores de máscaras volvería a albergarlos de los peligros de la isla, atrayéndolos hacia la ciudad para reconstruirla y darles alojamiento, Los Toa recrearon el puente de los Protectores reforzándolo.
Mientras que en la prisión, Skull Grinder despertaba sabiéndose prisionero y sin su máscara, también recordando lo que había pasado y culpando a todos sus súbditos de su fracaso final, Ekimu lo confronta, pero no hace más que aumentar la Ira de Grinder, quien cae en el encanto de la habitación que lo debilitaba al aumentar su ira.
Vizuna se acerca a Ekimu y los Toa, que reconstruían parte de los daños hechos a su vieja Tumba, para anunciarles la llegada de unos Aldeanos de Piedra, quienes perdieron sus hijos por un Halcón poseído por una araña calavera, el equipo parte mientras que una araña calavera entra en la ciudad para facilitar el escape de Kulta, el Skull Grinder.
En la búsqueda seguida por el creador de máscaras y los héroes, Lewa, que actuaba como explorador aéreo, es secuestrado, dejando atrás su máscara y dejando que los Toa lograran acceder a lo que parecía ser un acceso mecanizado entre las Rocas, ahí Ekimu encuentra a la gente de Kulta, los Skull Raiders, Ekimu habla con su líder tribal, Axato, en su lengua, Explicando a estos que Deberían participar en un torneo con ellos, entregando sus armas, evitando así el sacrificio de Lewa y los dos pequeños en un pozo de lava.
Los Toa acceden por consejo de Ekimu, y Gali reta personalmente a Axato, quien finge darle ventaja al Pirata, con tal de que los Toa se liberen y se hagan cargo de Lewa y los aldeanos capturados, al derrotar a Axato, Ekimu es emboscado por Kulta, mientras que los Toa en una caótica pelea logran liberar a los Niños, se ven bloqueados por Skull Grinder.
Ekimu reata a Kulta, en un mano a mano donde le hace dar su palabra de no poder usar su Martillo de poder, con el cual derrotó a Kulta en su forja en su último encuentro, sin embargo, solicita a Onua su apoyo de Lanzarle su martillo, con el cual desenmascara nuevamente a Grinder, aparte de que lo entierra vivo, pudiendo ellos escapar, quedando Grinder atrapado sin el apoyo de una segunda oportunidad por parte de Makuta.
El viaje de la unidad
Narmoto, el protector del Fuego, explica a varios aldeanos jóvenes congregados ante una fogata el como terminaron sus familias llegando hasta la ciudad de los hacedores de máscaras, así como las proezas que los toa libraron para llegar hasta este punto, ya concluida la historia, saliendo de la forja de Ekimu, se encuentran al hacedor de máscaras con los seis Toa en nuevas armaduras, La paz rápidamente se ve interrumpida por la aparición de un grupo de guerreros calavera poseídos por Arañas Calavera, Los Toa atacan usando sus poderes elementales y nuevas armas, teniendo éxito en derrotar a los esqueletos y ahuyentar a las arañas.
Concluida la pelea, Ekimu explica la nueva misión, la cual consiste en encontrar la máscara del Control de Makuta para destruirla y así evitar que este tenga acceso a más poder, los Toa descubren que tiene un lazo telepático con las criaturas elementales, seres ancestrales que controlan los elementos, y así mismo, conocen donde se ocultan las nuevas máscaras de la unidad de los Toa, las que les permitirían a los Toa unirse a las criaturas para obtener nuevas habilidades.
Kopaka también descubre por ese laso mental que las criaturas están siendo cazadas por las Trampas de Sombra, por lo que Ekimu advierte a los Toa que se arriesgan a viajar solos a sus propias regiones de la isla. Cada Toa se encuentra con su criatura elemental, viéndose obligado a hacerle frente. Una carrera entre Lewa y Uxar, la criatura de Jungla, se ve interrumpida cuando Umarak, el cazador, usa una Trampa de sombra para capturarlo y posteriormente unirse con él, obteniendo pistas sobre la ubicación de la máscara del Control de Makuta, en un laberinto, Lewa entonces rescata a Uxar y se ve enfrascado en una batalla donde Umarak lo ataca fácilmente teletransportándose desde las sombras, solo la telepatía entre lewa y Uxar logra librarlos de Umarak, quien se ve alejado de las sombras por un momento.
Los Toa entonces hacen las paces con sus criaturas elementales, siendo guiadas por estas hacia sus máscaras, y de ahí fusionarse con las criaturas, obteniendo nuevas habilidades y la visión del laberinto, entonces los Toa se Reúnen fuera de la ciudad de los Hacedores de máscaras con Ekimu, comparten sus experiencias y confirman con este que Umarak esta tras la Máscara de Cotrol, Deciden descansar para seguir su viaje, Al reanudarlo, Umarak se da cuenta de que Pohatu y Ketar (la criatura de la Piedra) no son tan unidos como sus compañeros y sus criaturas, por lo que los vuelve sus objetivos después de una emboscada simulada, los Toa descubren que en una isla hay un cráter y dentro de este el laberinto, por lo que usando sus poderes, compiten por llegar a isla, donde los Toa se dieron cuenta de que Pohatu dejó a Ketar atrás, Pohatu acuerda que solo se unirá a Ketar cuando sea necesario.
Los Toa entran al laberinto, teniendo una impresión de que el origen del laberinto parece ligado a su pasado sin memoria, Los Toa pronto descubren que es un laberinto cambiante, cuyas paredes cual trampas amenazan con aplastarlos o lanzarlso al vacío, Tanto Héroes como sus criaturas logran salir bien librados hacia el centro del laberinto, donde Pohatu se ve forzado a unirse a Ketar para evitar ser aplastados por bloques de piedra. Gali y Lewa descubren que están en la entrada hacia la máscara del Control, donde por medio de la unidad acceden al cuarto uno por uno, dejando a Puhatu y Ketar al final, donde son emboscados, dejando a Pohatu inconsciente, Umarak unido con Ketar entra a la habitación emboscando a los Toa con Trampas de Sombra, y reclamando la máscara de Makuta.
Umarak escapa del cuarto que se empieza a derrumbar, siendo perseguido por Pohatu, que al enfrentar a Umarak logra separarlo de Ketar, y alejarlo de la Máscara, Umarak se repone y toma a Ketar para amenazar a Pohatu de lanzarlo por el precipicio, Pohatu logra rescatar a Ketar permitiendo a Umarak escapar con la máscara, Ya comunizandose con Makuta, Umarak es poseído al usar la máscara del Control, dejando de ser el Cazador para volverse el Destructor, un sirveinte fiel de Makuta.
Los Toa se reúnen cerca de la aldea de Jungla, que recién fue atacada, pronto descubren que nuevas criaturas camina sobre Okoto, la horda de sombras, bestias de los elementos formadas por Trampas de Sombra, los Toa se dan cuanta que estas van hacia la ciudad, por lo que se dirigen a protegerla y advertir a sus habitantes, Ekumu se da cuenta de que algo no anda bien con ese asedio, mientras que los toa enfrentan a las hordas, dándose cuenta de que estas se regeneran apenas son derrotadas, pronto descubren que si destruyen las máscaras de las bestias, se anula la regeneración, Onua se reúne con Ekumi, descubriendo que el asedio realmente es una fachada, y que Umarak está viajando por Okoto recuperando los fragmentos de la máscara prohibida, la Máscara del Poder absoluto que una vez causó el desaste en Okoko.
Ekumi viaja con los Toa, tomando la forma de uno, presentando a Agil, la criatura de la Luz, y dejando que las criaturas elementales y los aldeanos defiendan la ciudad. Los Toa y Ekimu descubren que Umarak ha cambiado, así mismo que parece haber encontrado los medios para regresar a Makuta del reino de las Sombras, Ekumu relata como su hermano celoso recurrió a fusionar elementos en las máscaras, violando las leyes sagradas e incluso que tanto la ciudad como Makuta quedaron atrapadas cuando Ekimu derrotó a su hermano derribando la máscara. Explicando que los seis elementos no pueden permanecer unidos, y que eso fue lo que abrió el portal original, Los Toa confrontan a Umarak, que invoca más bestias, Pohatu logra invertir la situación combocando su poder y devastando a las bestias, entonces Umarak huye hacia el portal, donde los Toa lo enfrentan nuevamente, solo para perder a Gali en el reino de las sombras, los Ta enfrentan a Umarak, quien es desintegrado por Makuta para poder concluir con la apertura del portal,  Gali descubre ahí los planes de Makuta, su propósito final como Toa y que la profecía no podía ser reelada a los Toa, Gali logra escapar del reino de los Ta Junto con Makuta, siendo esta quien les dice a los Toa que ellos son los elementos, ya que juntos podrán regresar a Makuta al Reino de las sombras definitivamente. Los Toas, conscientes de que la unión de los elementos los destruiría, deciden hacerlo por el bien de Okoto.
Los toa sellan a Makuta y viajan hacia las estrellas de donde descendieron, concluyendo este relato por parte del Protector del Hielo Izotor ante la fogata en la Ciudad de los Creadores de máscaras.
Libros
- 2015 Bionicle: Island of the Lost Masks
- 2015 Bionicle: Revenge of the Skull Spiders
- 2016 Bionicle: Escape From the Underworld

## Controversia Māori
El 2001, LEGO enfrentó acciones legales de parte de activistas Māori de Nueva Zelanda por registrar ilegalmente palabras Māori usadas en los nombres de productos BIONICLE. LEGO aceptó dejar de usar el lenguaje Māori comercialmente, lo que incluía suprimir o cambiar un número de palabras BIONICLE:
- "Kahu", que significa "capa" o "capucha", y "Kewa" eran usados para especies de pájaros; se volvieron uno y el mismo como “pájaros Gukko”,
- "Puku" significa “estómago”, “panza”, etc.; era usado como el nombre de un cangrejo mascota y cambiado a “Pewku”,
- "Tohunga" significa “artesano”, “experto”, etc.; era usado como el nombre de la raza de aldeanos y reemplazado con el término “Matoran”,
- "Hoi", "Kuna", y "Vako" eran usados como nombres de diferentes especies de animales Rahi; las Kuna ahora son llamadas “serpientes de pantano” y las criaturas Hoi y Vako no han vuelto a verse desde entonces.
- Huki, que significa "jugador" fue cambiado al término "Hewkii", al igual que "Jala" a "Jaller", no obstante "Maku" a "Macku".

Sin embargo, cierto número de términos Māori siguen iguales, específicamente aquellos introducidos tempranamente en la historia durante BIONICLE Crónicas. Aquí hay algunos ejemplos, aunque esto no es en ningún caso una lista completa:
- "Toa" es la palabra Māori para “campeón” y es el título de los principales héroes de BIONICLE,
- "Kanohi" es la palabra Māori para “cara” y es la palabra BIONICLE para “máscara”,
- "Kopaka" es la palabra Māori para “frío” o “hielo” y es el nombre de un Toa de Hielo,
- "Pohatu" es la palabra Māori para “piedra” o “roca” y es el nombre de un Toa de Piedra,
- "Tahu" es la palabra Māori para “quemar” y es el nombre de un Toa de Fuego,
- "Gali" es la palabra Māori para “vida” y es el nombre de un Toa de Agua,
- "Lewa" es la palabra Māori para “naturaleza” y es el nombre de un Toa de Aire,
- "Onua" es la palabra Māori para “cavar” y es el nombre de un Toa de Tierra,
- "Takua" es la palabra Māori para “elegido” y es el nombre de un Toa de Luz/Matoran de Luz,
- "Nuju" es la palabra Māori para “paz” y es el nombre de un Toa/Turaga de Hielo,
- "Onewa" es la palabra Māori para “basalto” y es el nombre de un Toa/Turaga de Piedra,
- "Vakama" es la palabra Māori para “forjador” y es el nombre de un Toa/Turaga de Fuego,
- "Nokama" es la palabra Māori para “traducción” y es el nombre de un Toa/Turaga de Agua,
- "Matau" es la palabra Māori para “transformación” y es el nombre de un Toa/Turaga de Aire,
- "Whenua" es la palabra Māori para “tierra” y es el nombre de un Toa/Turaga de Tierra,
- "Lhikan" es la palabra Māori para “defensor” y es el nombre de un Toa/Turaga de Fuego.

Otras palabras que siguen siendo usadas también tienen significado en otros lenguajes; por ejemplo, “Turaga” es un título usado en Fiyi para denominar a un líder de aldea.
Desde esta controversia, LEGO ha sido cuidadoso al asegurarse de que todos los nuevos nombres de BIONICLE no son términos comunes en otros idiomas. La excepción más cercana a esto es un personaje llamado “Umbra”, como el término latín para una parte de la sombra; su uso fue considerado aceptable por la categoría del latín como lengua muerta.

## Videojuegos Consola y Móviles
En el 2001 se había planeado hacer un juego para PC que contuviera toda la historia del 2001 pero lamentablemente hubo fallas de compatibilidad de versiones y nunca fue realizado, sin embargo, se lanzó una versión para Game Boy Advance llamada originalmente "Tales of the tohunga", cuyo nombre fue cambiado por la controversia Maorí a "Quest for the Toa".
En el 2003 salió a la venta Bionicle el juego, que fue el primer videojuego de Bionicle para PlayStation 2, X-box, Gamecube y Game Boy Advance.
Desde 2006 está a la venta "Bionicle Heroes", un juego apto para la mayoría de consolas de videojuegos incluyendo PC, Gamecube, Xbox y PlayStation 2 el juego trata de controlar a los Toa Inika y usar sus habilidades para derrotar a enemigos del pasado y obtener la Máscara de la Vida, aunque su contenido no estaba muy ligado a la cronología oficial, una versión Java salió de este videojuego.
En 2007, se publicó una versión Java de un juego de carreras llamado Bionicle Challenge, donde a lo largo de varias pistas, y compitiendo como Toa Metru Matau, Rahaga Kualus o Nuparu Inika, competías en carreras aéreas usando gadgets para ganar las carreras.
En 2008, sale un juego basado en la trama de Mahri Nui, Bionicle Defenders, un Tower Defense, donde se colocan torres como los Toa para detener a las hordas de los Barraki, siendo para desbloquear nuevas torres y enemigos y así mismo, un modo "last stand" donde se podía publicar récords en línea (ya no disponible).
Al Reboot en 2015, Para IOs y Android, se publicó el juego Bionicle Mask of Creation, donde los Toa enfrentaban en distintas arenas a las Arañas calaveras, obteniendo nuevas habilidades al subir de nivel si como nuevas partes de armadura aleatorias y pudiendo derrotar al señor de las arañas calavera, al hacerse un update, también pudiendo enfrentar a las criaturas calavera, y con el personaje jugable de Ekimu.
Para 2016, se publicó Bionicle Mask of Control, donde el formato pasaba a ser de peleas de equipos de tres, donde se enfrentaba a las criaturas calavera, las cuales también tenían distintos niveles, así como se poda comprar habilidades y pelear contra Umarak el Cazador, e el primer update del juego solo estaban disponibles Tahu, Lewa y Pohatu como Toa jugables, pero al pasar al update, se anexaron a los Toa restantes así mismo a Umarak el Destructor como jefe de las últimas batallas insignia.

### Juegos en Línea
En 2001, se publicó en el sitio oficial el juego "Mata Nui Online Game" (MNOG) basado en las aventuras de Takua (continuación del juego del mismo año para GBA) para explorar la isla de Mata nui, sus aldeas y sobre todo, para ver como los toa cumplen su destino (posteriormente, apareció una versión descargable). ese mismo año, en la página de Mc donalds se publicó el juego "Huai snowball sling" para promocionar las figuras promocionales de los Tohunga, este minijuego también se encontraba en el juego de GBA del mismo año.
En otras páginas, juegos como memoramas u armadores de toa fueron publicados.
Hasta el 2003 se lanzaron dos nuevos juegos, el primero fue MNOG II: The Final Chronicle (basado en el torneo de Kohlii después de la derrota del enjambre bohrok y de los Kal. y también "The Battle for Mata nui" de la saga bohrok (previamente lanzado en un disco promocional) y aparte de estos dos, en la página oficial de bioncie se publicó el "Huai Snowball Sling" que dos aos antes estaba en la página de Mcdonalds.
En 2004 se lanzó un juego descargable llamado "Stop the Morbuzakh!" donde Vakama era controlado en primera persona y lanzaba discos a las parras de una planta destructora. En ese mismo año, Colgate adhirió un juego con tres de los toa metru para juntar discos venciendo obstáculos.
Para 2005, el único juego nuevo lanzado en el sitio oficial fue el "Rhotuka Spinner Challenge" donde se podía jugar contra otros oponentes alrededor del mundo usando una estrategia de combate.
Para ese mismo año, en la página Neopets.com se lanzó un juego llamado "Bionicle: Battle Zone" donde Vakama Hordika recuperaba las piedras Makoki.
para 2006 el número de juegos en el sitio oficial fue de 4, "Piraka Attack" juego donde controlas a los villanos de la saga para esclavizar aldeanos, "Matoran escape" juego donde controlas a la resistencia Matoran para escapar de los Piraka, "Inika Islan Assault" juego estilo Metal Slug donde usas a los Héroes Inika para disparar, liberar aldeanos y Derrotar a los Piraka, y por supuesto el juego llamado Voya nuy Online Game (VNOG) donde controlas a un toa inika en un juego de estrategia RPG.
Con el juego de realidad alternativa, en la página "Free the Band" salieron dos juegos más, "Island Investigation" y "Voya Nuy Adventure" basados en el rescate no canónico de los All American Rejects de los Piraka. En ese mismo año, en una página de Nestlé, se publicó un juego sobre las minifiguras de los toa inika y piraka que salían en los cereales.
En 2007, varios juegos salieron de manera oficial, entre los que destacaban "Creeps from the Deep" (para escapar de los barraky), "Barraki Platform Game" juego de plataforma donde controlas a los villanos de la saga, y siete juegos misceláneos de los toa mahri, con distintas modalidades para enfrentar a los barakky y algunos otros peligros marinos.
también salieron juegos promocionales, como en la página de jetix 2 juegos, uno de los BARRAKY "Sea Survival" o el de los Mahri "BIONICLE Mahri: Hewkii".
Para 2008, en un juego principal (de la página oficial) llamado "Battle for Power", salieron juegos de casi todos los personajes de la primera mitad del año, donde ingresando los códigos del personaje, incrementabas su potencia en el juego.
jetix también saco un juego de esta saga, llamado "Phantoka Builder" donde armabas tu propio phantoka con partes de 6 personajes de la saga.
para la segunda mitad del año, en el sitio oficial se publicó la segunda parte del juego "battle for power", donde se manejó el concepto de carreras semi-aéreas en el entorno pantanoso de Karda nui: constaba de dos fases, la de los Mistika y la de los Vehículos.
En el sitio de Cartoon Network se publicó el "Battle for Power 2" con características similares al que se publicó en el sitio oficial de bionicle, solo que este estaba desbloqueado la sección de los vehículos, y que además adhería un nuevo vehículo, el de Mazeka.
Para 2009 se añadió al sitio de My Lego Network la campaña "Bara Magna" donde conversabas con los personajes básicos e intercambiabas ítems con motivos de la historia.
esa misma temporada, se agregó el juego Glatorian Arena (descrito en la sección de Videojuegos) y más tarde se publicó una versión offline.
Posteriormente, en septiembre de este mismo año se publicó la versión En línea de Glatorian Arena 2, donde se cambia el modo de juego, así también se eliminaron funciones del anterior y se agregaron otras al combate, sin mencionar que todos los personajes de la saga Glatorian fueron cambiados por los de la colección Legends.
En 2010, se añadió el juego Glatorian Arena 3, donde se juntaban las dos colecciones de Glatorian del 2009 con un formato distinto y con la posibilidad de jugar las versiones pasadas del juego, así mismo, se lanzó un juego de tipo Tower Defender llamado "Bionicle: Agori Defender" donde Tahu, ayudado por el Toa Takanuva y diversos Glatorian, recuperan la armadura Dorada protegiendo al mismo tiempo a las aldeas de Bara Magna de hordas de distintos enemigos (Skakdy, Rahksy, Skrall, Cazadores de Huesos y el mismísimo Tuma).
Para el relanzamiento en 2015, se creó un juego en línea de los Toa en Okoto, Mask of Creation, dando la oportunidad de explorar la isla de Okoto en escenarios tipo Arena, destruyendo arañas calavera y obteniendo como recompensa partes de armadura nuevas para los Toa, desbloqueando niveles y las habilidades de cada uno, Con jefe final del Señor de las Arañas Calavera. el juego fue lanzado para jugar en navegador, pero también para android y IOs, siendo estos dos últimos con un par de formas alternativas para Kopaka y Onua. Más tarde ese mismo año se actualizó el juego anexando nuevos villanos, como los Guerreros Calavera junto a las arañas calabera y también como jefes a Skull Slicer, Skull Scorpio, Skull Basher y al final Skull Grinder, así mismo al personaje de Ekimu el creador de máscaras como jugable.
Para el segundo año del Reboot (2016) se lanzó Mask of Control para Android e IOs, donde los Toa Tahu, Lewa y Pohatu con su forma Uniter y con las criaturas elementales (a las cuales se pueden unir o solo invocarlas) se enfrentan a varios Skulls del año anterior y a Umarak The Hunter, esto en un formato de Pelea, ya más tarde ese mismo año se anexaron nuevos niveles de pela, así como los Personajes de Kopaka, Gali y Onua y la adición de Umarak The Destroyer como Jefe final.

## Juegos promocionales
Aparte de los juegos aparecidos en las páginas de varios sitios comerciales en internet aparte de Bionicle.com también en distintos medios salieron varios juegos promocionales.
En 2001, en los Cereales Nestlé, salió el disco Bionicle Nestle donde tenía juegos de los toa mata.
Para 2002 un juego de los Bohrok en un disco promocional de estos apareció, era el Battle for Mata nui. Este contenido fue subido posteriormente a la página oficial.
En 2003 en un disco promocional de la primera película, aparecieron 6 minijuegos basados en los toa nuva.
En 2004, 6 mini CD de los Toa metru con juegos didácticos, después estos contenidos fueron subidos a bionicle.com

## Juego de realidad alternativa
El 2006, la compañía LEGO creó un juego de realidad alternativa presentando a los All-American Rejects (Grupo de música estadounidense) como la promoción nacional de BIONICLE del verano. Comenzó con una página llamada Free the Band (Libera la banda), que declaraba que los All-American Rejects (AAR) habían desaparecido, que los principales sospechosos de la desaparición eran los Piraka, y que los Toa Inika estaban tratando de rescatarlos. Desde entonces, se han descubierto dos nuevos sitios: Inika Unite! (¡Inika Únanse!), un blog creado por dos niños que siguen los eventos del juego, y Rock Yachts (Yates de Rock), aparentemente la compañía que los Piraka usaron en el juego para secuestrar a los AAR.

## Banda sonora
En 2001 Lego saco el primer disco The Bionicle Music, con canciones como "The Bionicle Music", "Hura Mafa Flow" y "Kumo Rocks" (aparentemente, escritas y cantadas por los personajes de la saga) en un CD con contenido digital para PC, una Kanohi cromada y la figura de una aldeano Matoran llamado Hafu.
En 2002 en algunos de los productos mostraban publicidad de un nuevo álbum, el cual contaría con la participación de artistas de renombre, desafortunadamente no salió a la venta.
El tráiler de la actual Trilogía 2003-2005 ha sido compuesto por Nathan Furst durante las tres entregas.
Durante 2005, los anuncios de los juguetes tuvieron como música parte de la canción "Caught in a Dream" de AIK (All Insane Kids), así como "Hero" del mismo intérprete.
A principios del año 2006, una de las canciones que se escuchó era la de "Piraka rap", donde se cantaban los apodos de los villanos de ese año.
En el verano del 2006 LEGO ha usado la canción de los All-American Rejects “Move Along” (“Sigue tu camino”, “Sigue avanzando”) en sus anuncios televisivos de los Toa Inika.
En 2007, en los comerciales de los Barraki y como tema oficial de estos, se usó la canción "Creeping in my soul" de la cantante Christine Lorentzen, así también, con la temática de la segunda mitad de ese mismo año, Las canciones "Face me" de Edsim & Mahlta's como tema oficial y "Chrashed" de Chris Dauhgtry como tema en una minipelícula se convirtieron en los temas oficiales del año.
Durante 2008, también a sus inicios se utilizó una canción de Edsim & Mahlta's conocida como "Gravity Hurts" como tema para los Phantoka, así mismo, en la segunda mitad del año vuelve a participar Christine Lorentzen junto con su nueva Banda Cryoshell para cantar el tema "Closer to the Truth" como canción oficial de los Mistika.
"Bye Bye Babylon" de Cryoshell es la canción de la nueva película de Bionicle llamada "The Legend Reborn", la cual ya puede ser descargada desde la página oficial, existen dos versiones distintas de la misma canción, así mismo del vídeo, la versión gratuita de Bionicle.com y la versión del demo que se puede comprar por medio de Itunes la cual difiere en la letra con la anterior. Otra canción de este año es "Ride" de Presence la cual sale junto al tema de Cryoshell en La Leyenda Renace.
Para 2017, Nathan furst publica en las tiendas virtuales el lanzamiento de la banda sonora oficial tras los 14 años de Mask of Light, la primera película de la Trilogía original de Bionicle.